# Instinción
Instinción és una localitat de la província d'Almeria, Andalusia. L'any 2005 tenia 524 habitants. La seva extensió superficial és de 33 km² i té una densitat de 15,9 hab/km². Les seves coordenades geogràfiques són 36° 59′ N, 2° 39′ O. Està situada a una altitud de 431 metres i a 37 quilòmetres de la capital de la província, Almeria.

## Demografia
| 1998 | 1999 | 2000 | 2001 | 2002 | 2003 | 2004 | 2005 | 2006 | 2007 |
| ---- | ---- | ---- | ---- | ---- | ---- | ---- | ---- | ---- | ---- |
| 545  | 544  | 538  | 538  | 531  | 533  | 527  | 524  | 508  | 510  |